# Myriam Watthee-Delmotte
Myriam Watthee-Delmotte, née à Ypres le 9 octobre 1954, est une universitaire et critique littéraire belge. Elle est Directrice de recherches du Fonds national de la recherche scientifique belge et professeur de littérature française à l'Université catholique de Louvain, où elle a créé le Centre de Recherche sur l'Imaginaire et le Fonds Henry Bauchau, un écrivain dont elle gère les droits moraux.
Elle est Docteur honoris causa de l'Université de Lorraine.
Elle est Membre titulaire de l'Académie royale de Belgique, dans la Classe des Lettres, sciences morales et politiques (vice-directrice en 2019 et 2020, directrice en 2021 et 2022).
Elle a présidé de 2014 à 2017 l'Association Charles Plisnier.
Elle est la Présidente des Amis de la Wittockiana, le Musée des arts du livre et de la reliure.

## Recherches
Myriam Watthee-Delmotte est spécialiste dans le domaine de la littérature française (de la seconde moitié du XIXe s. à nos jours). Son objet de recherche est la dynamique des représentations littéraires contemporaines : leurs sources, les modalités de leur inscription et de leur développement, leurs supports textuels ou iconiques. Les auteurs qu'elle étudie prioritairement sont Barbey d'Aurevilly, Villiers de l'Isle-Adam, Georges Bernanos, Pierre Jean Jouve, Henry Bauchau, Yannick Haenel.
Elle s'intéresse aux rapports entre art et littérature (illustration littéraire, écrits d'artistes, sémiologie comparée des formes d'expression iconiques et verbales), entre autres pour les périodes du symbolisme et du surréalisme. Elle est un des rares chercheurs à avoir analysé les textes littéraires de Salvador Dalí. Membre actif du Groupe de Recherche sur l'Image et le Texte, elle a créé un enseignement sur « Art et littérature » à l'Université catholique de Louvain avec Ralph Dekoninck. Elle a coordonné à l'UCLouvain un pôle d'attraction interuniversitaire sur la littérature et les innovations médiatiques.
Elle considère la littérature comme mode de l'agir, c'est-à-dire qu'elle s'intéresse à sa faculté à produire, au départ de représentations langagières, des effets réels. En ce sens, elle étudie les modes d'expression du sacré dans l'écriture profane et les effets produits sur les lecteurs. Elle a créé le groupe de recherche Figures et formes de la spiritualité dans la littérature et les arts. Tout particulièrement, elle travaille sur le rapport entre littérature et ritualité : comment la littérature est elle-même un phénomène ritualisé, comment la littérature française contemporaine rend compte des rites et s'approprie leur efficacité. Elle analyse des rites de parole (ex. l'aveu, la prière…) ou qui reposent sur l'écriture (ex. le journal intime, le testament…), et en particulier les rites de deuil et de commémoration.
Ses recherches sur les représentations l'ont amenée à prôner le travail en interdisciplinarité. Sa position épistémologique consiste à ne pas atomiser, mais à relier entre eux des aspects du phénomène littéraire habituellement traités isolément : texte, contexte, auteur, lecteur, support matériel/médiatique du texte. De par sa volonté de réintégrer dans un même ensemble réflexif des paramètres généralement distingués, elle a ainsi replacé la littérature au lieu de confluence entre les représentations mentales collectives reçues en héritage (sources historiques, intertextuelles, artistiques, mais aussi anthropologiques) et les configurations propres au psychisme d'un individu. Étant à l'origine de l'introduction des études sur l'imaginaire littéraire en Belgique, elle a fait converger autour de problématiques fédératrices différentes disciplines des sciences humaines : elle a activé, à partir de 1996, un réseau pluridisciplinaire reliant littérature, histoire, histoire de l'art, théologie, philosophie, psychologie, dans un travail de véritable problématisation interdisciplinaire, et non de simple juxtaposition d'approches disciplinaires.
Sur le plan éditorial, elle a créé la première série de la revue en ligne Interférences littéraires, les Cahiers électroniques de l'Imaginaire ; elle a dirigé avec Paul-Augustin Deproost la collection « Imaginaires » chez L'Harmattan-Académia et avec Baudouin Decharneux la collection 'Esthétique et spiritualité" aux Editions Modulaires Européennes.
Spécialiste de l'œuvre d'Henry Bauchau, elle a fondé le Fonds Henry Bauchau qui réunit à l'Université catholique de Louvain, à l'initiative de l'écrivain, manuscrits, correspondance et travaux plastiques, la bibliothèque personnelle d'Henry Bauchau, la bibliographie critique sur son œuvre, les traductions, entretiens, illustrations, etc. Elle a créé avec Catherine Mayaux (Université de Cergy-Pontoise) la Revue internationale Henry Bauchau. L'Écriture à l'écoute et elle gère le Prix Henry Bauchau. Elle gère les droits moraux de l'œuvre de cet écrivain.

## Distinctions
- Prix Joseph Hanse de la Fondation Charles Plisnier (2002)[réf. souhaitée][6]
- Prix Emmanuel Vossaert de l'Académie de langue et de littérature françaises de Belgique (2010)[réf. souhaitée][7]
- Commandeur de l'ordre de Léopold (2016)[1]
- Docteur honoris causa de l'université de Lorraine (2019)[8]
- Prix triennal de littérature française de la Fédération Wallonie-Bruxelles dans la catégorie de l'essai (2023)[réf. souhaitée][9]
- Grand officier de l'ordre de Léopold (2023)[réf. souhaitée]

## Publications

### Ouvrages
- Henry Bauchau, Bruxelles, Labor, coll. « Un livre, une œuvre », 1994.  (ISBN 3-8615-3264-6)
- Olivier Clynckemaillie et Myriam Watthee-Delmotte, Dali, catalogue de l'exposition des lithographies littéraires, Mouscron, Marius Staquet, 2000.
- Parcours d'Henry Bauchau, Paris, L'Harmattan, coll. « Espaces littéraires », 2001.  (ISBN 2-7475-1081-6) (Prix Joseph Hanse de la Fondation Charles Plisnier 2002)
- Bauchau avant Bauchau. En amont de l'œuvre littéraire, Louvain-la-Neuve, Academia-Bruylant, 2002.  (ISBN 2-87209-652-3)
- L'Atelier spirituel, Henry Bauchau en collaboration avec Myriam Watthee-Delmotte, Arles, Actes Sud, 2008.  (ISBN 978-2-7427-7391-6)
- Henry Bauchau dans la tourmente du XXe siècle. Configurations historiques et imaginaires, Geneviève Duchenne, Vincent Dujardin et Myriam Watthee-Delmotte, Bruxelles, Le Cri, 2008.  (ISBN 978-2-871-06475-6)
- Henry Bauchau, Bruxelles, Sofiane Laghouati, Isabelle Vanquaethem et Myriam Watthee-Delmotte, La Maison d'à côté, 2010. (Livre multimédia.)
- Littérature et ritualité. Enjeux des rites dans la littérature française contemporaine, Berne, Peter Lang, 2010.  (ISBN 978-90-5201-645-0) (Prix Emmanuel Vossaert 2010).
- Henry Bauchau. Sous l’éclat de la Sibylle, Arles, Actes Sud, 2013.  (ISBN 978-2-330-01426-1)
- Dépasser la mort. L'agir de la littérature, Arles, Actes Sud, 2019. (ISBN 978-2-330-11804-4) (Prix triennal de littérature française de la Fédération Wallonie-Bruxelles dans la catégorie de l'essai 2023)
- Véronique Cnockaert et Myriam Watthee-Delmotte, Le mythe de Diane. Si voir m'était donné, Montréal, Figura, "Photons" n°72024  (ISBN 978-2-923907-87-1)
- La littérature, une réponse au désastre, Bruxelles, Académie royale de Belgique, "L'Académie en poche", 2025.  (ISBN 978-2-8031-0998-2)

### Roman
- Indemne. Où va Moby-Dick?, Arles, Actes Sud, 2025.  (ISBN 978-2-330-20680-2)

### Direction d'ouvrages collectifs
- Rops au risque de l'Autre, Sources, coll. « Tiré à part », Namur, 1996.
- Myriam Watthee-Delmotte et Metka Zupancic (dir.), Le Mal dans l'imaginaire littéraire français (1850-1950), préf. de Max Milner, L'Harmattan - Éditions David, Paris - Orléans (Ontario), 1998.  (ISBN 2-7384-6198-0)
- Myriam Watthee-Delmotte et Paul-Augustin Deproost (dir.), Imaginaires du Mal, Éditions du Cerf - Université catholique de Louvain, coll. « Bibliothèque de la faculté de philosophie et lettres - Transversalités », Paris - Louvain-la-Neuve, 2000.  (ISBN 978-2-874-16000-4) (Prix du Fonds International ISDT Wernaers [2000].)
- La Violence : représentations et ritualisations, L'Harmattan, coll. « Structures et pouvoirs des imaginaires », Paris, 2002.  (ISBN 2-7475-3232-1)
- Ralph Dekoninck et Myriam Watthee-Delmotte (dir.), L'Idole dans l'imaginaire occidental, L'Harmattan, coll. « Structures et pouvoirs des imaginaires », Paris, 2005.  (ISBN 2-7475-8798-3)
- Myriam Watthee-Delmotte et Jacques Poirier (dir.), Pierre Jean Jouve et Henry Bauchau, les voix de l'altérité, E.U.D., coll. « Écritures », Dijon, 2006.  (ISBN 978-2-915-55252-2)
- Ralph Dekoninck, Janine Desmulliez et Myriam Watthee-Delmotte (dir.), Controverses et polémiques religieuses, L'Harmattan, coll. « Structures et pouvoirs des imaginaires », Paris, 2007.  (ISBN 978-2-296-04415-9)
- Jean-Louis Tilleuil et Myriam Watthee-Delmotte (dir.), Texte, image, imaginaire, L'Harmattan, coll. « Structures et pouvoirs des imaginaires », Paris, 2007.  (ISBN 978-2-296-03786-1)
- Art de lire, art de vivre. Hommage au Professeur Georges Jacques, L'Harmattan, coll. « Structures et pouvoirs des imaginaires », Paris, 2008.  (ISBN 978-2-296-04924-6)
- Paul-Augustin Deproost, Laurence van Ypersele et Myriam Watthee-Delmotte (dir.), Mémoire et identité. Parcours dans l'imaginaire occidental, Presses universitaires de Louvain, Louvain-la-Neuve, 2008.  (ISBN 978-2-87463-125-2)
- Catherine Mayaux et Myriam Watthee-Delmotte (dir.), Henry Bauchau. Écrire pour habiter le monde, Presses Universitaires de Vincennes, coll. « L'Imaginaire du texte », Saint-Denis, 2009.  (ISBN 978-2-84292-225-2)
- Christian Chelebourg, David Martens et Myriam Watthee-Delmotte (dir.), Héritage, filiation, transmission. Configurations littéraires (XVIIIe-XXIe s.), Louvain-la-Neuve, Presses universitaires de Louvain, 2011.  (ISBN 978-2-87463265-5)
- David Martens et Myriam Watthee-Delmotte (dir.), L'écrivain, un objet culturel, Dijon, E.U.D., 2012.  (ISBN 978-2-36441-034-3)
- Sofiane Laghouati, David Martens et Myriam Watthee-Delmotte, Écrivains, modes d'emploi, de Voltaire à bleuOrange (revue hypermédiatique, Morlanwelz, Musée royal de Mariemont, 2012.  (ISBN 978-2-93046946-1)
- Baudouin Decharneux, Catherine Maignant et Myriam Watthee-Delmotte, Esthétique et spiritualité I : Enjeux identitaires, et II : Circulation des modèles en Europe, Fernelmont, Editions Modulaires Européennes, 2012.  (ISBN 978-2-8066-0283-1 et 978-2-8066-0299-2)
- Myriam Watthee-Delmotte et Aude Bonord, Le sacré dans la littérature contemporaine: expériences et références, Peter Lang, coll. « Recherches en littérature et spiritualité », 2015 (ISBN 978-3-0343-2040-5 et 978-3-0352-0328-8)
- Corentin Lahouste et Myriam Watthee-Delmotte, Yannick Haenel, la littérature pour absolu, Paris, Hermann, coll. « Vertige de la langue », 2020.  (ISBN 979-1-03700313-3)
- Rite et création, Paris, Hermann, coll. "Vertige de la langue", 2020.  (ISBN 979-1-03700344-7)
- Claude Le Fustec, Myriam Watthee-Delmotte, Éric Vinson et Xavier Gravend-Tirole, Le spirituel, un concept opératoire en sciences humaines et sociales, Louvain-la-Neuve, Presses Universitaires de Louvain, coll. "Religio", 2023.  (ISBN 978-2-39061273-5)

### Direction de numéros de revues
- Les Lettres romanes, no spécial (2000) : Création, sens, éthique : la triangulation des enjeux littéraires.
- Myriam Watthee-Delmotte, Laurence van Ypersele et Paul-Augustin Deproost (dir.), Les Cahiers électroniques de l'imaginaire, no 1 (2003) : Structures et pouvoirs des imaginaires : mise au point des concepts transdisciplinaires ; no 2 (2005) : Héros et héroïsation ; no 4 (2006) : La Violence ;' no '5 (2007) : Le Pouvoir de la parole.
- Myriam Watthee-Delmotte et David Martens (dir.), Les Cahiers électroniques de l'imaginaire, no 3 (2005) : Rite et littérature.
- Les Lettres Romanes, vol. 59, no 1 (2005): L'Espace claudélien (Hommage au Chanoine Albert Milet).
- Nu(e), no 35 (2007) : Henry Bauchau et no 57 (2015) : Philippe Lekeuche.
- Catherine Mayaux et Myriam Watthee-Delmotte (dir.), Revue internationale Henry Bauchau. L'Écriture à l'écoute. No 1 (2008) : L'Atelier d'Henry Bauchau  (ISBN 978-2-87463-139-9) ;  no 2 (2009) : Henry Bauchau et les arts  (ISBN 978-2-87463-197-9) ; no 3 (2010) : L'ancrage suisse  (ISBN 978-2-87463-257-0) ; no 4 (2011-2012) : Henry Bauchau en traduction  (ISBN 978-2-87558-049-8) ; no 5 (2013) : Le temps du créateur (volume du Centenaire de la naissance de l'écrivain)  (ISBN 978-2-87558-110-5) ; no 6 (2014) : Aux sources de la création poétique  (ISBN 978-2-87558349-9) ; no 7 (2015) : Henry Bauchau en scène  (ISBN 978-2-87558-417-5) ; no 8 (2016-2017) : La langue d'Henry Bauchau  (ISBN 978-2-87558-649-0) ; no 9 (2018) : À l'épreuve du genre  (ISBN 978-2-87558-841-8) ; no 10 (2019) Traces du sacré  (ISBN 978-2-87558-928-6) ; no 11 (2021) : Bilan bibliographique  (ISBN 978-2-39061-192-9) ; no 12 (2022) : Henry Bauchau, dix ans après  (ISBN 978-2-39061-309-1) ; no 13 (2023) : Sous les mots, les images.
- Laurent Déom et Myriam Watthee-Delmotte (dir.), Les Lettres romanes, vol. 67, no 1-2, 2013 : Ritualité de la littérature.
- Myriam Watthee-Delmotte et Sarah-Anaïs Crevier-Goulet, MuseMedusa, no 4 (2016) : Antigone et la place des morts.

### Textes en ligne
- « Rops au risque de l'autre », Sources (via GRIT), 1996 (consulté le 25 février 2010)
- « Rops illustrateur de Barbey d'Aurevilly ou les miroirs de Méduse », Sources (via GRIT), 1996 (consulté le 25 février 2010)
- « L'Orphisme chez Henry Bauchau : variations sur le thème de la perte, entre mythe, psychanalyse et poétique », Religiologiques (Université du Québec à Montréal), 1997 (consulté le 25 février 2010)
- « Aux confins du poétique et du pictural : Pierre Emmanuel mis en images par Roger Coppe », Sources (via GRIT), 1997 (consulté le 25 février 2010)
- « Visages cachés de Salvador Dalí : l'aventure d'un peintre dans le territoire du roman », E.M.E. (via GRIT), 2002 (consulté le 25 février 2010)
- « De Virgile à Bauchau : la descente aux Enfers comme motif d'une « identité narrative » », Loxias, 2004 (consulté le 25 février 2010)
- « Villiers de l'Isle-Adam : l'invisible au cœur du désir », Image and Narrative, 2004 (consulté le 25 février 2010)
- "Une littérature Antigone : écrire pour enterrer ses morts", Figura, UQAM, Observatoire de l'Imaginaire Contemporain, 2014 (consulté le 15 novembre 2015).
- Le spirituel, un concept opératoire en sciences humaines, Claude Le Fustec, Myriam Watthee-Delmotte, Xavier Gravend-Tirole et Eric Vinson, Presses universitaires de Louvain, 2024 (consulté le 22 décembre 2024)
- Le mythe de Diane. Si voir m'était donné, Véronique Cnockaert et Myriam Watthee-Delmotte, Figura, "Photons", 2024 (consulté le 22 décembre 2024)

### Livret d'opéra
- « Verlaine au secret », opéra de chambre en cinq actes, composé par Adrien Tsilogiannis. Créé dans le cadre de « Mons, capitale européenne de la culture 2015 » le 20 novembre 2015 à la Salle Arsonic, dans une mise en scène de Jean-Louis Danvoye. Avec Frédéric Dussenne dans le rôle-titre et la soprano Clara Inglese. Direction d'orchestre Quentin Mourier.

Opéra qui retrace le séjour de Verlaine dans la prison de Mons, au départ de documents d'archives, de la correspondance et des poèmes écrits durant le séjour carcéral, dont « L'Art poétique » qui présente la poésie comme « de la musique avant toute chose ».